# 阮曰玶
阮曰玶（越南语：／；1852年—？年），越南阮朝官員。

## 生平
阮曰玶是河內省美德府安德縣太堂總鄧舍社（今屬河內市應和縣）人，嗣德五年（1852年）出生。建福元年（1884年），阮曰玶參加河南場鄉試，考中舉人。後任彰義訓導。成泰元年（1889年），阮曰玶會試中格，庭試考中第二甲進士出身。歷任知府、河南督學、興安督學和南定督學。維新四年（1910年），充任會試副主考。